# Jonas Anders Kjellberg
Jonas Anders Kjellberg, född 3 januari 1788 i Göteborg, död 23 januari 1877 i Tyska Christinae församling i Göteborg, var en svensk grosshandlare och riksdagspolitiker. Han var riksdagsman för Göteborg 1840-41 och 1844-45.

## Biografi
Kjellberg var son till grosshandlaren Sven Roland Kjellberg och Christina Lovisa Lidholm och farbrodern var den i Göteborg välkände Jonas Kjellberg. Han blev gift i Göteborg den 6 december 1822 med Amalia Tranchell (1804–1888). De var föräldrar till Carl Kjellberg.
Han startade 1831 firman J.A. Kjellberg & Söner, men var även verksam inom kommunalpolitiken och riksdagsman för Göteborg vid 1840 och 1844-1845 års riksdagar. Han var där en av borgarståndets mest frisinnade medlemmar. Han överlämnade 1857 affärerna åt sina söner och flyttade till godset Storeberg i Tådene socken.